# ノウアスフィア
精神圏（せいしんけん）またはノウアスフィア（英語: noosphere、ヌースフィア）は、ソ連の生物地球化学者ウラジーミル・ヴェルナツキーとフランスの哲学者にしてイエズス会司祭のピエール・テイヤール・ド・シャルダンによって生み出され、広められた哲学的概念。ヴェルナツキーは、生物圏（バイオスフィア）の新たな段階としてヌース圏（ノウアスフィア）を定義し、この地球を「理知の球」(sphere of reason) と説明している。ノウアスフィアは生物圏の発展における最高段階を表し、その定義要因が人類の理知的な活動の発展とされている
この言葉はギリシャ語の νοῦς（ヌース、精神・理性）と σφαῖρα（球・空間）に由来しており、造語法上の類語にはアトモスフィア（大気圏）やバイオスフィア（生物圏）がある。ただし、この概念は学術者1人の功績とは認められていない。創設者であるヴェルナツキーおよびテイヤールは、前者が地質学に基づいて、後者は神学に基づいて、関連はありながらも全く異なる2つの概念を生み出した。どちらのノウアスフィア概念も、人間の理性と科学的思想が一緒になって次なる進化的地層を作り出し、また今後も作り上げるだろうという共通の命題を有している。この地層とは進化連鎖の一部である。第2世代の著述家が、主にロシア起源のヴェルナツキーによる概念をさらに発展させ、関連の概念（noocenosisやnoocenology）を生み出している。

## 創設者
ノウアスフィアという用語は、1922年にテイヤール・ド・シャルダンの出版物『宇宙の創成』(Cosmogenesis) で初めて使用された。ヴェルナツキーは、パリ滞在中に共通の知人エドゥアール・ル・ロワからこの用語を紹介された可能性が最も大きい（実際のところエドゥアール・ル・ロワが最初にこの用語を提起したと主張する資料も一部存在する）。ヴェルナツキー自身は、1927年にフランス大学での講義でル・ロワから初めてこの概念を紹介されたと記しており、ル・ロワはテイヤール・ド・シャルダンとともにこの概念の相互探求をしていると強調したという。ヴェルナツキー自身の手紙によると、彼は自身の分野である生物地球化学にて同概念を再構築する前に、ル・ロワの記事「人類の起源と知性の進化」第3部「ノウアスフィアとホミニゼーション」からノウアスフィアに関するル・ロワの考察を採用した。歴史家のベイルズは、テイヤールもまたノウアスフィア概念を構築する前に生物地球化学に関するヴェルナツキーの講義に出席していたので、この2人は相互に影響を与え合ったと結論づけている。
ル・ロワとテイヤールは自分たちのノウアスフィア概念における生物圏の概念を認識しておらず、この概念を2人に紹介した人物がヴェルナツキーであり、これが彼らの概念化に自然科学の基礎を与えた、とする記述もある。テイヤールとヴェルナツキー双方のノウアスフィア概念とも、1875年にエドアルト・ジュースが生み出した用語「生物圏（バイオスフィア）」が基になっている。両者の背景、アプローチ、焦点は異なるにもかかわらず、2人とも基本テーマのいくつかは共通していた。どちらの科学者も自然科学という垣根を越え、哲学や社会科学そして進化論を認める解釈に基づく包括的な理論構造を作り出そうとした。加えて、両思想家は進化の目的論的な性質を確信していた。彼らはまた、人間の活動は地質学的な力となってその指針が環境に影響を及ぼす可能性があると主張した。ただし、両者の概念には以下のような根本的な違いがある。

## 概念
ヴェルナツキーの理論では、地圏（無生物の物質）そして生物圏（生物の生命）に次ぐ、地球の連続した3番目の発達相がノウアスフィアである。生命の出現が地圏を根本的に変えたように、人類に認識力が備わったことが生物圏を根本的に変えているという。ガイア理論者またはサイバースペース推進者の概念とは対照的に、ヴェルナツキーのノウアスフィアは人類が（核過程の習得を経て）元素の核変換を通じて資源を創出しはじめた時点で出現する。それは現在、地球意識計画の一環としても研究されている。
テイヤールは、複雑性や意識の増加という軸に沿って進化の方向性を認識した。テイヤールにとって、ノウアスフィアは複雑性や意識における成長の結果として進化を通して出現した地球を取り巻く思考の球である。したがってノウアスフィアは、重圏（バリスフェア）、岩圏（リソスフェア）、水圏（ヒドロスフィア）、大気圏、生物圏と同じくらい自然の一部だという。その結果、テイヤールは「社会現象を生物学的現象の衰退ではなく極致だと」見なしている。例えば、法律、教育、宗教、研究、産業、技術体系を含むこれらの社会現象がノウアスフィアの一部である。この意味で、ノウアスフィアは人間の心の相互作用を介して顕現し、構築される。それゆえノウアスフィアは人類が地球に住むにあたってそれ自体と関連する人間集団の組織化と歩調を合わせて成長するという。テイヤールは、ノウアスフィアがさらに大きな個人化、個別化、統合に向けて進化していくと主張した。彼はキリスト教の愛の概念を心の進化こと「ヌージェネシス」(noogenesis) の主な原動力だと見なした。進化論は、彼がキリストの終末論的再臨と同一視したオメガポイント（思考や意識の頂点）で最高潮に達することになるという。 
ノウアスフィアという概念本来の特徴の1つは進化を扱っている。アンリ・ベルクソンとその著書『創造的進化』は、進化論が「創造的」であるもダーウィンの自然淘汰だけで説明できるとは限らないと提唱した最初の一人である。ベルクソンによると、創造的進化は命を活気づけ心と体を根本的に繋ぐ不断の生命力によって維持されるとのことで、これはルネ・デカルトの二元論に反対する思想である。1923年、C. ロイド・モーガンはこの研究をさらに進め、複雑性の増大（心の進化を含む）を説明できる「創発的進化」について詳述した。モーガンは、生物における最も興味深い変化の多くが過去の進化と概ね連続性が無いことを発見した。であるのなら、これらの生物は自然淘汰の段階的プロセスを経て進化したとは限らない。むしろ進化を遂げるプロセスは複雑性が飛びぬける（内省世界やノウアスフィアの出現など）ことになる、と彼はある種の断続平衡説を唱えた。最後に、人間文化（特に言語）の複雑化は、文化的進化が生物学的進化よりも急速に発生するという進化速度を助長したという。近年における人間の生態系および生物圏への人類の影響の理解が、持続可能性の概念と「共進化」との関連や、文化的進化と生物学的進化との調和をもたらしている。

## 大衆文化
現状この理論は科学的には否定されており実証すらされていないが、近年ではインターネットにおける「知識集積」の比喩として用いられることが多い。
オープンソースの活動家であるエリック・レイモンドは、『ノウアスフィアの開墾』(Homesteading the Noosphere) という著作を公開している。
小説ログ・ホライズンの作中では、タイトルと同名のMMORPGの拡張パックの名前として登場する。